# Eleccions parlamentàries finlandeses de 1927
Les eleccions parlamentàries finlandeses del 1927 es van celebrar els dies 1 i 2 de juliol de 1927. El partit més votat fou el socialdemòcrata, però es formà un govern de coalició de dretes dirigit per Juho Sunila com a primer ministre de Finlàndia.

## Resultats
|                       |                                                                 |           |        |          |     |  |
| Partit                | Partit                                                          | Vots      | %      | Escons   | +/– |  |
|                       | Partit Socialdemòcrata                                          | 257,572   | 28.30  | 60 / 200 | =   |  |
|                       | Lliga Agrària                                                   | 205,313   | 22.56  | 52 / 200 | 8   |  |
|                       | Partit de la Coalició Nacional                                  | 161,450   | 17.74  | 34 / 200 | 4   |  |
|                       | Partit Popular Suec                                             | 111,005   | 12.20  | 24 / 200 | 1   |  |
|                       | Org. Electoral de Treballadors Socialistes i Petits Agricultors | 109,939   | 12.08  | 20 / 200 | 2   |  |
|                       | Partit Nacional Progressista                                    | 61,613    | 6.77   | 10 / 200 | 7   |  |
|                       | Llista dels Camperols                                           | 1,341     | 0.15   | 0 / 200  | =   |  |
|                       | Partit dels Pagesos                                             | 784       | 0.09   | 0 / 200  | Nou |  |
|                       | Altres                                                          | 1,174     | 0.13   | 0 / 200  | =   |  |
| Total                 | Total                                                           | 910,191   | 100    | 200      | =   |  |
|                       |                                                                 |           |        |          |     |  |
| Vots vàlids           | Vots vàlids                                                     | 910,191   | 99.54  |          |     |  |
| Invàlids / en blanc   | Invàlids / en blanc                                             | 4,180     | 0.46   |          |     |  |
| Vots totals           | Vots totals                                                     | 914,371   | 100.00 |          |     |  |
| Votants Registrats    | Votants Registrats                                              | 1,719,567 | 53.17  |          |     |  |
| Font: Nohlen & Stöver |                                                                 |           |        |          |     |  |